# Сербетоаря
Сербетоаря (рум. Sărbătoarea) — село у повіті Долж в Румунії. Входить до складу комуни Буковец.
Село розташоване на відстані 194 км на захід від Бухареста, 13 км на захід від Крайови.

## Населення
За даними перепису населення 2002 року у селі проживали 766 осіб, усі — румуни. Усі жителі села рідною мовою назвали румунську.